# بخش مامر
بخش مامر (به فرانسوی: Arrondissement de Mamers) یک بخش در فرانسه است که در سارت واقع شده‌است.